# Hard Head
Hard Head, reso graficamente HAP.D HEAD nella versione internazionale e intitolato originariamente Dr. Bulgehead (짱구 박사?, Jjang-gu BagsaLR) è un videogioco arcade, di tipo platform e sparatutto a scorrimento orizzontale, pubblicato dall'azienda sudcoreana SunA Electronics nel 1988. Si tratta di un gioco con elementi fantasy, ispirato sia a Super Mario Bros. sia a Bubble Bobble.
Il videogioco prende nome dal personaggio controllato dal primo giocatore: nella modalità in doppio gli viene affiancato il Dr. Bulgehead (da cui invece l'originaria denominazione). Hard Head e Bulgehead sono due fratelli gemelli - distinguibili solo per il colore differente delle loro tute - che per compiacere le fidanzate devono superare una serie di prove pericolose.
Nel 1991 ne è stato realizzato un sequel, Hard Head 2, originariamente intitolato Dr. Bulgehead 2.

## Modalità di gioco
Come in Bubble Bobble i personaggi giocanti intrappolano in bolle i nemici comuni che trovano nel loro cammino - umani, animali, oggetti animati - per poi saltare su di esse provocandone la distruzione, secondo un copione già visto in Super Mario Bros.: se però il giocatore si lascia sfuggire le bolle, i nemici comuni si libereranno appena queste avranno raggiunto il punto più alto dello schermo. Molti nemici comuni possono essere eliminati anche se vi si salta sopra. Entrambi i protagonisti dimostrano di essere all'altezza dei loro nomi (che in italiano suonano come "testa dura" e "rigonfiamento del capo") dando testate per rompere i blocchi presenti, alcuni dei quali contengono potenziamenti. Raccogliendo le mazze d'acciaio presenti in alcuni dei sedici livelli del gioco si ha un ulteriore modo per togliere di mezzo i nemici comuni, la cui eliminazione tuttavia non è indispensabile, in quanto l'obiettivo principale è quello di raggiungere l'uscita di ogni livello entro il tempo previsto.
Al contrario dei nemici comuni, i boss che appaiono in Hard Head vanno necessariamente sconfitti: per eliminarli bisogna sparare contro di essi bolle a ripetizione, senza quindi che rimangano intrappolati. Ve ne sono diversi, ma qualche livello ne è privo, mentre in altri livelli bisogna affrontarne più di uno, in successione. Quasi tutti i boss appaiono più volte nel gioco.
Tre sono le vite a disposizione (con punti ferita), incrementabili al raggiungimento di determinati punteggi. Si perde una vita esaurendo l'energia, oppure facendo scadere il tempo richiesto per il completamento di un livello, o ancora finendo in trappole e in precipizi; vi sono livelli in cui bisogna anche evitare di farsi travolgere da ambulanze, camion e altri mezzi, il cui transito viene preannunciato dal suono del clacson (nella maggior parte dei casi sfrecciano da destra verso sinistra, ma talvolta possono provenire da sinistra, apparendo dunque alle spalle degli eroi).
In alcuni livelli è presente il POW, che permette di recuperare l'energia perduta. La barra di energia torna automaticamente piena ad ogni livello completato.
Se il giocatore non progredirà nel suo percorso per più di un minuto, verrà attaccato da un nemico indistruttibile, una sorta di sole con un volto minaccioso. Questa pericolosa situazione può verificarsi soprattutto in difficoltosi passaggi del gioco, dove è necessario impadronirsi delle chiavi per aprire le porte che fanno da sbarramento.
Un bonus di 5.000 punti può essere ottenuto tutte le volte che si manda un pallone da calcio in rete, alla fine di ogni livello. Calciare il pallone permette anche eventualmente di eliminare i nemici comuni.
Si usano un joystick (per controllare i movimenti dei due protagonisti) e due tasti: A per attaccare (e calciare il pallone), B per saltare. Più il tasto B viene premuto, maggiore sarà l'altezza dei salti effettuati.
Ogni livello presenta una serie di checkpoint: se si muore durante lo scontro con un boss, bisognerà dunque affrontarlo di nuovo come se non fosse mai stato colpito.

## Colonna sonora
La colonna sonora è composta soprattutto da adattamenti di celebri pezzi della musica classica come il primo movimento del balletto Il lago dei cigni, il primo movimento della Sinfonia n. 40 di Mozart e la Fantasia-Improvviso di Chopin. Durante gli scontri coi boss sono invece ascoltabili temi musicali originali.